# Ambararata
Ambararata est une commune urbaine malgache située dans la partie centre-nord de la région de Sofia.